# Руднянська сільська рада (Овруцький район)
Руднянська сільська рада (до 1946 року — Руднє-Мечненська сільська рада) — колишня адміністративно-територіальна одиниця та орган місцевого самоврядування в Овруцькому районі Коростенської і Волинської округ, Київської й Житомирської областей Української РСР та України з адміністративним центром у с. Рудня.

## Населені пункти
Сільській раді були підпорядковані населені пункти:
- с. Рудня
- с. Бережесть
- с. Бірківське
- с. Виступовичі
- с. Думинське
- с. Прилуки

## Населення
Кількість населення ради станом на 1923 рік становила 1 529 осіб, кількість дворів — 289.
Кількість населення сільської ради станом на 1924 рік становила 1 653 особи.
Кількість населення ради станом на 1931 рік становила 1 299 осіб.
Відповідно до результатів перепису населення СРСР, кількість населення ради станом на 12 січня 1989 року становила 2 579 осіб.
Станом на 5 грудня 2001 року, відповідно до перепису населення України, кількість мешканців сільської ради становила 1 190 осіб.

## Склад ради
Рада складалася з 12 депутатів та голови.

### Керівний склад сільської ради
| ПІБ                               | Основні відомості                                                                                     | Дата обрання | Дата звільнення |
| --------------------------------- | --- | ------------ | --------------- |
| Дейнека Анатолій Якович           | Сільський голова, 1959 року народження, освіта, член Соціал-демократичної партії України (об'єднаної) | 26.03.2006   | 31.10.2010      |
| Невмержицька Валентина Леонідівна | Сільський голова, 1957 року народження, освіта середня спеціальна, Політична партія «Наша Україна»    | 31.10.2010   |                 |

Примітка: таблиця складена за даними джерела

## Історія
Створена 1923 року як Руднє-Мечненська сільська рада, в складі сіл Людвинівка, Рудня-Мечна та хуторів Бірківський, Дничів, Думинський (згодом — Думинське), Піхоцький Гладковицької волості Овркцького повіту Волинської губернії. 7 березня 1923 року включена до складу новоутвореного Овруцького району Коростенської округи. 21 жовтня 1925 року в с. Людвинівка утворено окрему сільську раду з підпорядкуванням х. Бірківський. Станом на 17 грудня 1926 року в підпорядкуванні значилися х. Шабанський та селище залізничної станції Бережесть. На 1 жовтня 1941 року хутори Дничів та Шабанський не перебували на обліку населених пунктів.
7 червня 1946 року, відповідно до указу Президії Верховної ради Української РСР «Про збереження історичних найменувань та уточнення і впорядкування існуючих назв сільрад і населених пунктів Житомирської області», сільську раду перейменовано на Руднянську через перейменування її адміністративного центру на с. Рудня.
Станом на 1 вересня 1946 року сільська рада входила до складу Овруцького району Житомирської області, на обліку в раді перебували с. Рудня та хутори Бірківський (згодом — Бірківське), Піхоцький (згодом — Піхоцьке) та Уманський.
2 вересня 1954 року, відповідно до рішення Житомирського облвиконкому № 1087 «Про перечислення населених пунктів в межах районів Житомирської області», підпорядковано с. Людвинівка Виступовицької сільської ради Овруцького району. 29 вересня 1960 року, відповідно до рішення Житомирського облвиконкому № 985 «Про вилучення з обліку деяких населених пунктів в районах області», х. Уманський знято з обліку. 28 червня 1997 року, відповідно до рішення Житомирської обласної ради «Про внесення змін в адміністративно-територіальний устрій окремих районів», підпорядковано села Борутине, Виступовичі та Солотине ліквідованої Виступовицької сільської ради.
Станом на 1 січня 1972 року сільська рада входила до складу Овруцького району Житомирської області, на обліку в раді перебували села Бережесть, Бірківське, Думинське, Людвинівка, Піхоцьке та Рудня.
12 серпня 1974 року, відповідно до рішення Житомирського облвиконкому № 342 «Про зміни в адміністративно-територіальному поділі окремих районів області в зв'язку з укрупненням колгоспів», підпорядковано с. Прилуки Підрудянської сільської ради Овруцького району. 13 січня 2009 року, відповідно до рішення Житомирської обласної ради, села Борутине, Людвинівка, Піхоцьке та Солотине знято з обліку населених пунктів.
Виключена з облікових даних 17 липня 2020 року. Територію та населені пункти ради, відповідно до розпорядження Кабінету Міністрів України № 711-р від 12 червня 2020 року «Про визначення адміністративних центрів та затвердження територій територіальних громад Житомирської області», включено до складу Овруцької міської територіальної громади Коростенського району Житомирської області.